# Aquamortierella
Aquamortierella — рід грибів родини Mortierellaceae. Назва вперше опублікована 1967 року.

## Класифікація
До роду Aquamortierella відносять 1 вид:
- Aquamortierella elegans